# Margareta Melin
Anna Margareta Melin, född Giertz 23 juli 1935 i Stockholm, är en svensk författare, psalmdiktare, framförallt av psalmer för barn, och retreatledare.
Hon har bland annat givit ut sångsamlingen Kärnord med korta tänkespråk, tonsatta av många olika kompositörer. Annars har hennes texter ofta tonsatts av Lars Åke Lundberg.
Melin föddes i Stockholm 1935 som dotter till professor Gustav Giertz av släkten Giertz och Ulla Koraen och växte upp i läkarbostäder vid Karolinska sjukhuset i Solna. Hon läste teologi i Uppsala 1955–1960. Hon gifte sig 1958 med Paul-Ragnar Melin (1932–2021)  och fick fyra söner och en adopterad dotter från Korea; mannens tjänst som präst avgjorde familjens bostadsorter: Borås 1960–1962, Skara 1962–1967 och därefter Jönköping.
Hon har varit verksam som retreatledare, föredragshållare, samtalspartner och mentor. En huvuddel av verksamheten har varit förlagd till Wettershus retreatgård utanför Jönköping, där hon under 25 år ingick i styrelsen.
Hennes böcker speglar olika perioder i livet. De är alla en följd av de existentiella frågor som blivit aktuella i möte och dialog med andra människors livsvillkor och föreställningsvärldar.
Margareta Melin är farmor till Josef Melin som deltog i Melodifestivalen 2015 och Joel Melin som deltog i Lilla Melodifestivalen 2006.

## Psalmer
- Advent är mörker och kyla (nr 609 i Den svenska psalmboken 1986), skriven 1969
- Folken på jorden
- Gud bor i ett ljus (nr 605 Den svenska psalmboken 1986), skriven 1969
- Här är jag, Herre (nr 808 Psalmer och sånger)
- Jag är hos dig, min Gud (nr 607 Den svenska psalmboken 1986)
- Min Gud, jag är bedrövad (nr 549 i Den svenska psalmboken 1986)
- Tack, min Gud, för att jag vaknar (nr 746 EFS-tillägget 1986)
- Uppstått har Jesus, hurra, hurra (nr 612 Den svenska psalmboken 1986), skriven 1971
- Vi sätter oss i ringen (nr 608 Den svenska psalmboken 1986), skriven 1969

## Annoterad bibliografi och diskografi
- Malin mediterar (1967), Kyrkvägens förlag, Skara.
  - En andra upplaga kom ut på Verbum 1970 med fotografier av Per Söderberg.
- Barn och bön (1971), Verbum 1996,  Nyutgåva.
  - Utgiven på initiativ av Svenska kyrkans Nämnd för Barn och Familj. En sammanfattning av föredrag hon hållit på utbildningsdagar för kyrkans barnledare och vid föräldrasamlingar.
- Jag vill tala med Gud (1971), Håkan Ohlssons Förlag. Bild Syster Marianne Nordström.
  - En bönbok för små och stora.
- Vi sätter oss i ringen (LP-skiva, 1972), EMI. Lars Åke Lundberg.
  - Flertalet sånger på skivan är texter ur Jag vill tala med Gud och har tonsatts av Lars Åke Lundberg. Samma inspelning har senare utkommit som kassettband och cd-skiva.
- Johanna och Leif (1972), Håkan Ohlssons Förlag. Fotograf Per Söderberg.
  - En halvdokumentär bildberättelse med anledning av att döden aktualiserades när Leif, familjens granne och vän gick bort. En barnbok där döden finns med som en del av livet men inte så katastrofal som när en förälder dör.
- Bejaka sig själv (1974), EFS-förlaget.

```
Två sätt att leva (1974)
```

- - Efter en veckas morgonandakter i radio fick hon så många lyssnarbrev med önskemål om manus att hon tog kontakt med EFS-förlaget, Denna lilla skrift blev hennes mest sålda, med cirka hundratusen ex.
- Vilja och Frihet (1977), EFS-förlaget. 
  - En vidareutveckling av de perspektiv som tagits upp i Bejaka sig själv.
- Två sätt att leva (1977), EFS-förlaget. 
  - Ett föredrag som hölls under ett nordiskt ungdomsmöte på Åland.
- Om kärleken i äktenskap och familj (1982), EFS-förlaget. En artikelserie i månadstidningen Nytt Liv.
- Annorland 1983, Verbum. Texter till en musikal av Olle Widestrand på det allkristna mötet i Jönköping, J 83,
- Den inre källan (1985), Libris.
- Vara den jag är (1988), Libris.
- Kärleken en bro (1992), Libris. Dikter. Utökad nyutgåva 2007.
- Kärnord (1995), Gehrmans Musikförlag i samarbete med SKS (Sensus).
  - Sjuttio korta tonsatta texter för kyrkoårets söndagar utges som melodibok och körpartitur.
- Vindens barn (CD-skiva, 1996), Gehrmans Musikförlag.
  - 31 Kärnord Arr. Bo Hansson. Gary Graden med ensemble ur S.t Jacobs kammarkör.
- Vindens barn (1996), Verbum.
  - En andakts- och tankebok som följer kyrkoåret. Varje sida inleds med ett kärnord som följs av mina reflektioner med anknytning till den aktuella söndagens tema och texter.
- Samtal med änglar (2001), Bokförlaget Mynta. Översättning M Melin.
  - 88 samtal under krig och judeförföljelse i Ungern 1943-1944, nedtecknade av Gitta Mallasz.
- Du som vill att jag ska finnas (2002), Verbum.
- Med evigheten i hjärtat (CD-skiva, 2002), Sveriges Radio.
  - Texten återfinns i boken Tro ditt hjärta om gott. Producent Claes Hollander.
- Tro ditt hjärta om gott (CD-skiva, 2003), Sveriges Radio.
  - Ett meditativt radioprogram utformat på samma sätt som det tidigare.
- Kärnord : sånger mitt i livet (CD-Skiva, 2003), Linx Musik.
  - Ulla-Carin Börjesdotter sjunger. Skivan finns numera på Naxos.
- Tro ditt hjärta om gott (2003), Libris. En mosaik om människosyn.
- Den inre källan /Vara den jag är (2004), Libris. Två böcker blir en. Omarbetad nyutgåva.
- Förlåta och bevara sitt hjärta (2015), Libris